# Shoemaker (Mondkrater)
Shoemaker ist ein Mondkrater in der südlichen Hemisphäre in der Nähe des Südpols, zwischen den Kratern Haworth im Nordwesten und Nobile im Nordosten.
Aufgrund der Südpolnähe liegt das Innere des erodierten, kreisrunden Kraters die meiste Zeit im Schatten.
Der Krater wurde 2000 von der IAU nach dem US-amerikanischen Astronomen und Geologen Eugene Shoemaker offiziell benannt.
Im Juli 1999 schlug die Mondsonde Lunar Prospector in diesen Krater ein und hatte dabei Asche des 1997 verunglückten Astronomen an Bord.